# Pęcherzycowate
Pęcherzycowate (Coleosporiaceae Dietel) – rodzina grzybów z rzędu rdzowców (Pucciniales). Pasożytnicze grzyby mikroskopijne.

## Charakterystyka
Przeważnie pasożyty dwudomowe. Spermogonia i ecja rozwijają się na pączkach, igłach lub szyszkach roślin nagonasiennych, telia na roślinach dwuliściennych. Nie wytwarzają urediniów – ich rolę pełnią ecja uredinialne. Teliospory powstają najczęściej w postaci pojedynczej, palisadowej warstwy pod skórką rośliny, czasami w łańcuszkach, rzadko w kilku warstwach. Są jednokomórkowe, cienkościenne i bez wyraźnych por rostkowych. Podstawki tworzą się na zewnątrz, lub wewnątrz teliospory, zaraz po jej dojrzeniu, bez okresu odpoczynku.

## Systematyka
Pozycja w klasyfikacji według Index Fungorum
Pucciniales, Incertae sedis, Pucciniomycetes, Pucciniomycotina, Basidiomycota, Fungi.
Nazwa polska rodziny na podstawie opracowania T. Majewskiego.
Rodzaje
Według aktualizowanej klasyfikacji Index Fungorum bazującej na Dictionary of the Fungi do rodziny tej należą rodzaje:
- Aculeastrum M. Scholler, U. Braun & Bubner 2022
- Ceropsora B.K. Bakshi & Suj. Singh 1960
- Chrysomyxa Unger 1840
- Coleosporium Lév. 1847
- Diaphanopellis P.E. Crane 2005
- Gallowaya Arthur 1906
- Hiratsukaia Hara 1948
- Rossmanomyces Aime & McTaggart 2020[4].